# Rdeči voščenec
Rdeči voščenec (znanstveno ime Ceriagrion tenellum) je predstavnik enakokrilih kačjih pastirjev iz družine škratcev, razširjen skoraj izključno v Zahodni Evropi.

## Opis
Odrasli dosežejo 25 do 35 mm v dolžino, od tega 22–30 mm zadek, zadnji krili pa merita 15 do 21 mm. Kot edinega predstavnika rodu Ceriagrion v večini Evrope ga je enostavno prepoznati po vzorcu obarvanosti: zadek je v celoti rdeč, oprsje je spodaj svetlo in zgoraj kovinsko zeleno, noge in pterostigma pa so rdečkaste in svetle. Samice so podobne, prepoznane pa so štiri barvne forme, ki se razlikujejo po stopnji temne obarvanosti zgornje strani zadka. Pri formi melanogastrum s skrajnega juga je v celoti črna, proti severu pa postanejo pogostejše samice z vedno več rdeče na zadku.
Odrasli letajo od maja do konca septembra.

## Habitat in razširjenost
Razmnožuje se v vodnih telesih z dobro razvito podvodno obrastjo, na severu pa je omejen na kisla močvirja v nižavjih. Tem habitatom je skupno, da se lahko poleti hitro segrejejo, nizek vodostaj in gosto rastje pa ličinke varujeta pred plenilci.
Rdeči voščenec je razširjen po zahodnem delu Sredozemlja in severno do juga Velike Britanije ter severa Nemčije. Proti vzhodu sega strnjeno območje razširjenosti do Apeninskega polotoka, pojavlja pa se še na zahodu Balkana, a le kot posamične populacije na ugodnih legah, zato je tam redek. Grška otoka Kreta in Hios predstavljata skrajni jugovzhodni rob območja, na zahodu pa je znanih tudi nekaj najdišč v Magrebu v Severni Afriki.
V Sloveniji je prisoten samo v obalnem pasu, kjer zaradi intenzivne človeške rabe območja uspeva samo na peščici še ohranjenih lokalitet. Njegovo preživetje na Slovenskem je odvisno od varstvenih ukrepov. Na Rdeči seznam kačjih pastirjev iz Pravilnika o uvrstitvi ogroženih rastlinskih in živalskih vrst v rdeči seznam je zato rdeči voščenec uvrščen kot prizadeta vrsta.